# Friedrich von Hessen-Philippsthal-Barchfeld

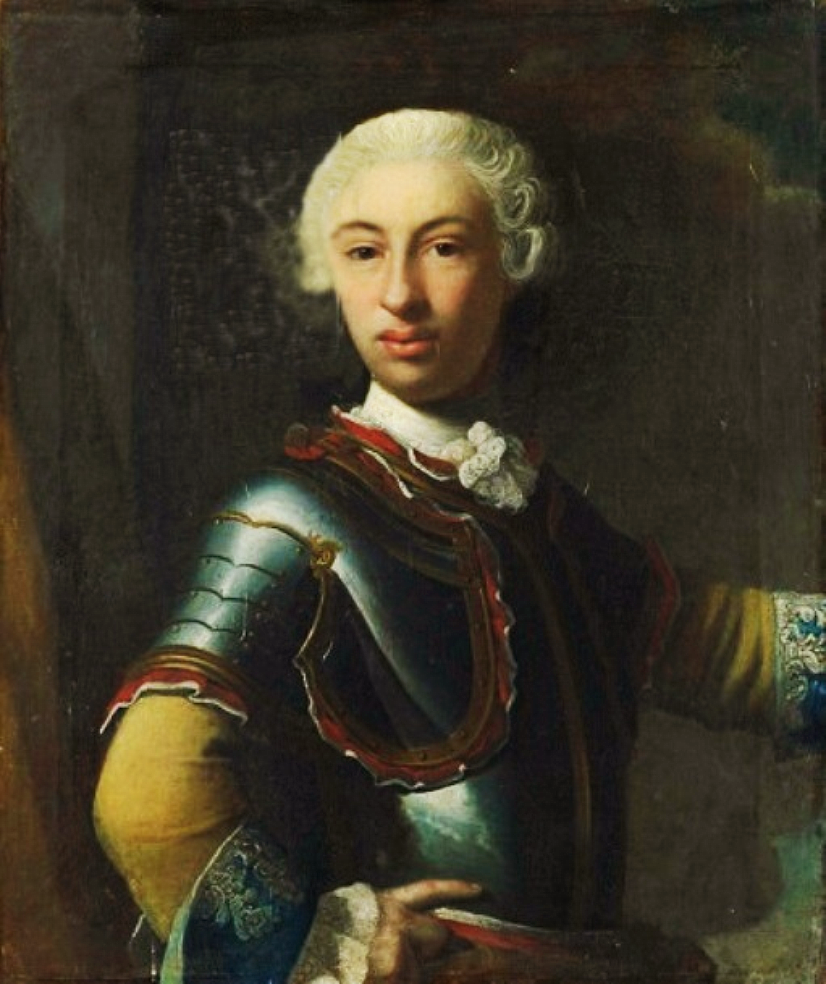
Friedrich von Hessen-Philippsthal

Friedrich von Hessen-Philippsthal-Barchfeld (* 13. Februar 1727 in Grave; † 13. November 1777 in Barchfeld) aus dem Haus Hessen war Landgraf des Paragiums Hessen-Philippsthal-Barchfeld.

## Leben
Friedrich war ein Sohn des Landgrafen Wilhelm von Hessen-Philippsthal-Barchfeld (1692–1761) aus dessen Ehe mit Charlotte Wilhelmine (1704–1766), Tochter des Fürsten Lebrecht von Anhalt-Bernburg-Hoym. Da bei Friedrichs Geburt sein erstgeborener Bruder Wilhelm bereits verstorben war, wurde Friedrich gleich zum Erbprinzen und damit potentiellen Nachfolger seines Vaters. Danach richtete sich dann auch seine Erziehung und Ausbildung. Nach dem Tod des Vaters 1761 trat Erbprinz Friedrich seine Nachfolge als Landgraf an.

## Ehe
Friedrich heiratete erst 1772 die Gräfin Sophie Henriette zu Salm-Grumbach (1740–1800). Die Ehe blieb kinderlos.